# Mannen från Rio
Mannen från Rio (franska: L'Homme de Rio) är en fransk äventyrsfilm från 1964 i regi av Philippe de Broca, med Jean-Paul Belmondo, Françoise Dorléac och Jean Servais i huvudrollerna. Den utspelar sig i Paris, Rio de Janeiro och Brasília och handlar om jakten på tre sydamerikanska statyetter som ska visa vägen till en gömd skatt i Amazonområdet.
Produktionen leddes av Les Films Ariane, Les Productions Artistes Associés och italienska Dear Film Produzione. Inspelningen ägde rum från 16 maj till 2 augusti 1963.
Filmen hade fransk premiär 5 februari 1964 och släpptes i Sverige 2 september samma år. Den sålde 4 800 626 biljetter i Frankrike. Den blev nominerad för bästa originalmanus vid Oscarsgalan 1965.

## Medverkande
- Jean-Paul Belmondo som Adrien Dufourquet, fransk flygsoldat
- Françoise Dorléac som Agnès Villermosa, Adriens fästmö
- Jean Servais som professor Norbert Catalan, museiintendent, Agnès förmyndare
- Simone Renant som Lola, Catalans medhjälpare, kabaretsångerska
- Adolfo Celi som Senhor Mario de Castro, brasiliansk industriman
- Roger Dumas som Lebel, Adriens kamrat
- Daniel Ceccaldi som kommissarien
- Milton Ribeiro som Tupac, Catalans medhjälpare
- Ubiracy de Oliveira som Sir Winston, brasiliansk skoputsare
- Sabu Do Brasil som Maitoc